# Pedro Soares
Pedro Nuno de Almeida Soares (ur. 10 sierpnia 1974) – portugalski judoka. Dwukrotny olimpijczyk. Zajął dziewiąte miejsce w Atlancie 1996 i trzynaste w Sydney 2000. Walczył w wadze półciężkiej.
Uczestnik mistrzostw świata w 1993, 1995 i 1999. Startował w Pucharze Świata w latach 1993, 1995–2000, 2002 i 2003. Zdobył cztery medale na mistrzostwach Europy w latach 1995–2002. Pierwszy na uniwersjadzie w 1999. Trzeci na akademickich MŚ w 1996 i 1998 roku.

## Letnie Igrzyska Olimpijskie 1996
| Konkurencja | Eliminacje             | Eliminacje            | Eliminacje            | Repasaże             | Klas. końcowa |
| Konkurencja | Przeciwnik I           | Przeciwnik II         | 1/4                   | Przeciwnik I         | Miejsce       |
| ----------- | ---------------------- | --------------------- | --------------------- | -------------------- | ------------- |
| 95 kg       | Detlef Knorrek (GER) Z | Ángel Sánchez (CUB) Z | Paweł Nastula (POL) P | Antal Kovács (HUN) P | 9.            |

## Letnie Igrzyska Olimpijskie 2000
| Konkurencja | Eliminacje                 | Eliminacje           | Repasaże              | Klas. końcowa |
| Konkurencja | Przeciwnik I               | Przeciwnik II        | Przeciwnik I          | Miejsce       |
| ----------- | -------------------------- | -------------------- | --------------------- | ------------- |
| 100 kg      | Bassel El-Gharbawy (EGY) Z | Nicolas Gill (CAN) P | Ben Sonnemans (NED) P | 13.           |